# 아카조메 에몬
아카조메 에몬(일본어: 赤染 衛門, 덴랴쿠 10년경 (956년경) ~ 조큐 2년 (1041년경))은 일본 헤이안 시대의 시인이다.
아버지나 어머니에 대해서는 몇 가지 설이 분분하다. 문장박사(대학 교수직에 해당)와 혼인해 아들도 두었다. 에이가모노가타리의 편천에도 참가하였다. 후지와라노 미치나가의 부인 미나모토노 린시를 섬겨 추후 무라사키 시키부 등과 함께 황후 쇼시의 궁녀가 되었다.

## 와카
```
기다리다 못해 잠이 들었을 때 밤이 깊어져 서쪽으로 저무는 달을 본다.
やすらはで 寝なましものを さ夜ふけて かたぶくまでの 月を見しかな
```